# Conrad Hansen
Conrad Hansen (* 24. November 1906 in Lippstadt; † 22. Juni 2002 in Hamburg) war ein deutscher Pianist und bedeutender Klavierpädagoge.

## Leben
Als Achtjähriger hatte Hansen ersten Klavierunterricht in Lippstadt erhalten, bereits zwei Jahre später gab er öffentliche Konzerte. Vor allem als Interpret der Werke Ludwig van Beethovens machte er sich weltweit einen Namen. 1922 ging Conrad Hansen als Schüler Edwin Fischers, bei dem er gemeinsam mit Grete Sultan und Ferry Gebhardt studierte, nach Berlin und debütierte fünf Jahre später bei den Berliner Philharmonikern unter ihrem Chefdirigenten Wilhelm Furtwängler. Es folgten weitere Konzerte unter Eugen Jochum, Willem Mengelberg, Herbert von Karajan und sogar Richard Strauss. Die Aufnahme von Beethovens 4. Klavierkonzert aus dem Jahre 1943 mit den Berliner Philharmonikern unter der Leitung Furtwänglers gilt bei Kennern nach wie vor als Geheimtipp. Zum Kriegsende 1944 wurde Hansen auf die sog. Gottbegnadeten-Liste der wichtigsten Pianisten gesetzt und blieb hierdurch vom Kriegsdienst (auch an der Heimatfront) verschont.
Conrad Hansen erwarb sich weltweiten Ruhm als Künstler sowie auch als Musikpädagoge. Schüler von ihm waren unter anderen Reimar Dahlgrün, Konrad Meister, Renate Kretschmar-Fischer und Vera Schwarz.
Von 1934 bis 1945 war er Dozent am Städtischen Konservatorium der Stadt Berlin, 1946 Mitbegründer der Musikakademie Detmold, an der er bis 1960 als Professor tätig war.
Er gründete 1945 das Hansen-Trio mit Erich Röhn (Violine) und Arthur Troester (Violoncello), mit dem er während der dann folgenden über 30 Jahre nahezu alle großen Werke der Klaviertrio-Literatur zur Aufführung brachte.
1960 wurde Hansen Nachfolger von Eduard Erdmann an der Hamburger Musikhochschule. Studierende aus Deutschland, Skandinavien, Russland, Japan oder den USA kamen nach Hamburg und suchten seinen Rat. Später unterrichtete Hansen auch an der Musikhochschule Lübeck, wo er noch bis ins hohe Alter Kurse gab.
Er erhielt die Johannes-Brahms-Medaille der Hansestadt Hamburg, die u. a. auch Günter Wand, Yehudi Menuhin, Felicitas Kukuck und die Hamburger Symphoniker erhielten, und war Ehrenringträger der Stadt Lippstadt. Am 24. Mai 2004 beschloss der Rat der Stadt Lippstadt, die Musikschule der Stadt Lippstadt nach Conrad Hansen zu benennen. Die offizielle Umbenennung fand am 24. November 2004 im Rahmen eines Festaktes statt.
Hansen machte während der Kriegsjahre eine Reihe von Aufnahmen für Telefunken und für die Reichs-Rundfunk-Gesellschaft (RRG). In den 1950er Jahren hat Hansen dann eine Reihe von Schallplatten eingespielt, zunächst wieder für Telefunken (Kammermusikwerke von Franz Schubert und Antonín Dvořák), dann für die Deutsche Grammophon (Sonaten von Wolfgang Amadeus Mozart, gespielt auf einem Hammerflügel) und schließlich noch für Ariola-Eurodisc (Klavierkonzerte Nr. 1 & Nr. 3 von Ludwig van Beethoven). Aufnahmen von Klavierwerken Beethovens, aber auch zeitgenössische Werke befinden sich überdies in den Schallarchiven deutscher Rundfunkanstalten.
Conrad Hansen hat in der Henle-Ausgabe der Klaviersonaten von Beethoven die Fingersätze vorgeschlagen.
Conrad Hansen war zweimal verheiratet:
- mit der Pianistin und Cembalistin Eliza Hansen
- mit der Sängerin Käthe Maria Hansen (Sohn: Holger Hansen (Violinist))

## Diskographie
Aufnahmen des Hansen-Trios: siehe dort.
- 1940: Tschaikowski: Klavierkonzert Nr. 1 op. 23 b-moll mit Berliner Philharmonikern, Willem Mengelberg[8][9][10]

- 1943: Beethoven: Klavierkonzert Nr. 4 G-Dur op. 58 mit Berliner Philharmonikern, Wilhelm Furtwängler[11][12]

- 1956: Tschaikowski: Klavierkonzert Nr. 1 op. 23 b-moll mit RIAS-Sinfonie-Orchester, Wolfgang Sawallisch[13]

- 1956: Mozart: Klaviersonaten A-Dur (KV 331), G-Dur (KV 283), C-Dur (KV 545)[14]

- 1957: Mozart: Klaviersonaten C-Dur (KV 279), Es-Dur (KV 282), F-Dur (KV 280), B-Dur (KV 281)[15]

- 1960: Schubert: Forellenquintett mit Strub-Quartett[16][17]

- 1963: Beethoven: Klavierkonzert Nr. 1 C-Dur op. 15 mit Bamberger Symphonikern, Heinz Wallberg[18]

- (Jahr unbekannt): Mozart: Klavierkonzert D-Dur KV 537 („Krönungskonzert“) mit Staatskapelle Berlin, Artur Rother[19]

- (Jahr unbekannt): Beethoven: Klaviertrio op. 11 B-Dur („Gassenhauer“) mit Arthur Troester, Heinrich Geuser[20]

- (Jahr unbekannt): Brahms: Klarinettentrio op. 114 a-moll mit Arthur Troester, Heinrich Geuser[20]

- 1997: „Conrad Hansen entdecken: zum 90. Geburtstag“ (Aufnahmen von 1985 und 1990):[21]
  - Brahms:   Variationen über ein eigenes Thema op. 21,1
  - Schumann: Davidsbündlertänze
  - Liszt:        aus Chants Polonais: „Meine Freuden“, „Mädchens Wunsch“, „Frühling“

- 2001: „Conrad Hansen spielt Beethoven und Brahms“ (Aufnahmen von 1952 bis 1965): 
  - Beethoven:
    - Klavierkonzert Nr. 5 Es-Dur op. 73 mit RIAS-Sinfonie-Orchester, Karl Böhm (aufgenommen am 10. April 1952)
    - Sonate Nr. 5 c-moll op. 10,1 (aufgenommen am 22. Mai 1953)
    - Sonate Nr. 32 c-moll op. 111 (aufgenommen am 26. November 1952)

  - Brahms:
    - Klavierquartett g-moll op. 25 Hansen-Trio mit Ernst Doberitz, Viola (aufgenommen am 1. Juni 1959)
    - Sonate f-moll op. 5 (aufgenommen am 18. Juli 1960)
    - Intermezzo h-moll op. 119,1 (aufgenommen am 21. April 1965)

- 2007: „Conrad Hansen spielt Brahms“:
  - Brahms: Klavierkonzert Nr. 1 d-moll

- 2019: „Conrad Hansen - Beethoven Radio Recordings“[22]:
  - Beethoven: Klaviersonaten:
    - Nr. 21 C-Dur op. 53 („Waldstein“) (aufgenommen am 26. November 1952, Hessischer Rundfunk: Altes Funkhaus Frankfurt)
    - Nr. 25 G-Dur op. 79 (aufgenommen am 22. September 1956, Süddeutscher Rundfunk: Krone Untertürkheim)
    - Nr. 31 As-Dur op. 110 (aufgenommen am 19. Juli 1963, Hessischer Rundfunk Frankfurt, Raum 3/B)
    - Nr. 32 c-moll op. 111 (aufgenommen am 22. September 1956, Süddeutscher Rundfunk: Krone Untertürkheim)